# 54 フィフティ★フォー
『54 フィフティ★フォー』（54）は、1998年のアメリカ合衆国の青春映画。監督はマーク・クリストファー、出演はライアン・フィリップとサルマ・ハエックなど。1970年代後半から1980年代にかけてニューヨークに実在したディスコ「スタジオ54」を舞台に当時の若者たちを描いている。日本では1999年6月公開。

## ストーリー
1979年、19歳のシェーン（ライアン・フィリップ）はニューヨーク・マンハッタン対岸のジャージーシティで家族と暮らしていた。昼はガソリン・スタンドで働き、夜は昔からの友だちとナンパに明け暮れるという単調な毎日にシェーンは飽き飽きしていた。彼の目下の憧れは、毎晩セレブが集まり、スキャンダラスな話題を振りまいているディスコ「スタジオ54」である。そんなある日、同じジャージーシティ出身で大ファンの女優ジュリー・ブラック（ネーヴ・キャンベル）がスタジオ54に出入りしていることを知ったシェーンは、髪を切り、意を決してスタジオ54に向かう。
スタジオ54の前は凄まじい人だかりだが、実際に中に入れるのはオーナーであるスティーヴ・ルベル（マイク・マイヤーズ）に選ばれた者だけである。運よくスティーヴの目にとまったシェーンは、はやる気持ちを抑えきれずに足を踏み入れる。
夢のような一夜を経験し、シェーンはスタジオ54で働くことを決意する。はじめは慣れない仕事に戸惑うことも多かったが、大物音楽プロデューサーであるビリー・オースター（セーラ・ウォード）に気に入られたことから、シェーンの生活は一変する。店の看板であるバーテンダーの地位に登り詰めるだけでなく、インタビュー誌のグラビアを飾り、高級車を乗り回し、セレブと派手に付き合うようになり、ついには「シェーン54」ともてはやされるまでになる。しかし、スタジオ54で働き始めたころから共に暮らしてきた友人のグレッグ（ブレッキン・メイヤー）・アニタ（サルマ・ハエック）夫婦との関係に微妙な変化が生じ始める。

## キャスト
| 役名                   | 俳優                           | 日本語吹き替え | 日本語吹き替え |
| 役名                   | 俳優                           | ソフト版       | Netflix版      |
| ---------------------- | ------------------------------ | -------------- | -------------- |
| シェーン・オシア       | ライアン・フィリップ           | 檜山修之       | 鈴木裕斗       |
| アニタ・ランダッツォ   | サルマ・ハエック               | 篠原恵美       | 志田有彩       |
| ジュリー・ブラック     | ネーヴ・キャンベル             | 根谷美智子     | 折井あゆみ     |
| スティーヴ・ルベル     | マイク・マイヤーズ             | 山路和弘       | 落合弘治       |
| ビリー・オースター     | セーラ・ウォード               | 日野由利加     | 五十嵐麗       |
| グレッグ・ランダッツォ | ブレッキン・メイヤー           | 松本保典       | 武藤正史       |
| ヴィヴ                 | シェリー・ストリングフィールド | 佐藤しのぶ     | 下田屋有依     |
| ディスコ・ドッティ     | エレン・アルベルティーニ・ダウ | 京田尚子       | 鈴木れい子     |
| アトランタ             | キャメロン・マシスン           | 遠藤純一       | 宮本淳         |
| ロミオ                 | ノーム・ジェンキンス           | 川島得愛       |                |
| バック                 | ジェイ・グード                 | 堀川仁         | 長野伸二       |
| グレース・オシア       | ヘザー・マタラッツォ           | 中村千絵       | 櫻庭有紗       |
| ハーラン・オシア       | スキップ・サダス               | 田中正彦       | 山本満太       |
| ケリー・オシア         | アエミリア・ロビンソン         | 柚木涼香       | 橋本結         |
| マーク（ドアマン）     | ダニエル・ラパイン             | 伊藤栄次       | 早川毅         |
| シエル                 | エリカ・アレクサンダー         | 山門久美       | 西島麻紘       |
| キー                   | ドメニク・ランバルドッツィ     | 高瀬右光       | 宮本誉之       |
| リッコ                 | マーク・ラファロ               | 永野広一       | 影平隆一       |
| アンソニー             | ジェイソン・アンドリュース     |                | 蜂須賀智隆     |
| レット                 | コール・サダス                 | 海老原英人     |                |
| パティ                 | ロリ・バグリー                 |                | 水瀬郁         |
| リズ・ヴァンゲルダー   | ローレン・ハットン             |                | 保澄しのぶ     |
| IRSエージェント        | アーサー・J・ナスカレッラ      | 城山堅         |                |
| 少女                   | カブリエル・リリー             | 児玉孝子       |                |
| 大使                   | マイケル・ヨーク               | 稲葉実         | 野島昭生       |
| マリオ                 | マリオ・ボスコ                 |                | 清都ありさ     |

## 作品の評価

### 映画批評家によるレビュー
Rotten Tomatoesによれば、批評家の一致した見解は「不可欠なLGBTQのテーマを奪われた『54 フィフティ★フォー』は、ディスコの栄光の日々を、妥協した支離滅裂な視点で描いている。」であり、69件の評論のうち高評価は17%にあたる12件で、平均点は10点満点中4.2点となっている。
Metacriticによれば、20件の評論のうち、高評価は2件、賛否混在は9件、低評価は9件で、平均点は100点満点中33点となっている。

### 受賞歴
第19回ゴールデンラズベリー賞にライアン・フィリップとエレン・アルベルティーニ・ダウの2人がそれぞれ最低男優賞と最低助演女優賞にノミネートされたが、受賞はしていない。